# 利博尔·普罗哈兹卡
利博尔·普罗哈兹卡（捷克語：Libor Procházka，1974年4月25日—），捷克男子冰球运动员，场上位置是后卫。他曾代表捷克国家队参加1998年冬季奥林匹克运动会冰球比赛，获得一枚金牌。